# Porto Rico nos Jogos Olímpicos de Verão de 1972
Porto Rico competiu nos Jogos Olímpicos de Verão de 1972, realizados em Munique, Alemanha Ocidental.